# Anthocomus equestris
Anthocomus equestris är en skalbaggsart som först beskrevs av Fabricius 1781.  Anthocomus equestris ingår i släktet Anthocomus, och familjen Malachiidae. Arten har ej påträffats i Sverige.

## Bildgalleri

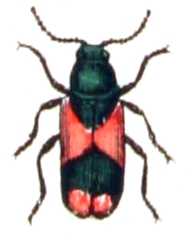